# Municipio de Lovell (Dakota del Norte)
El municipio de Lovell (en inglés, Lovell Township) es un municipio del condado de Dickey, Dakota del Norte, Estados Unidos. Tiene una población estimada, a mediados de 2022, de 52 habitantes.
Abarca una zona exclusivamente rural.

## Geografía
Está ubicado en las coordenadas 45°58′46″N 98°04′13″O / 45.97944, -98.07028 (45.979361, -98.070409). Según la Oficina del Censo, tiene una superficie total de 114.03 km², de los cuales 112.78 km² corresponden a tierra firme y 1.25 km² están cubiertos de agua.

## Demografía
Según el censo de 2020, en ese momento había 55 personas residiendo en la zona. La densidad de población era de 0.49 hab./km². El 85.45 % de los habitantes eran blancos, el 3.64 % eran de otras razas y el 10.91% eran de una mezcla de razas. Del total de la población, el 3.64 % eran hispanos o latinos de cualquier raza.